# Pinhão (Alijó)
Pinhão est une freguesia de 622 habitants (2021) au Portugal, de la municipalité d'Alijó, dans le district de Vila Real, et est situé dans le Douro, au cœur de la Région viticole du Haut-Douro, une région classée par l'UNESCO Patrimoine culturel de l'humanité.
La gare de Pinhão est célèbre car, sur ses murs, sont apposés 24 panneaux d'azulejos (1937) retraçant les travaux viticoles au long de l'année, dans les environs.

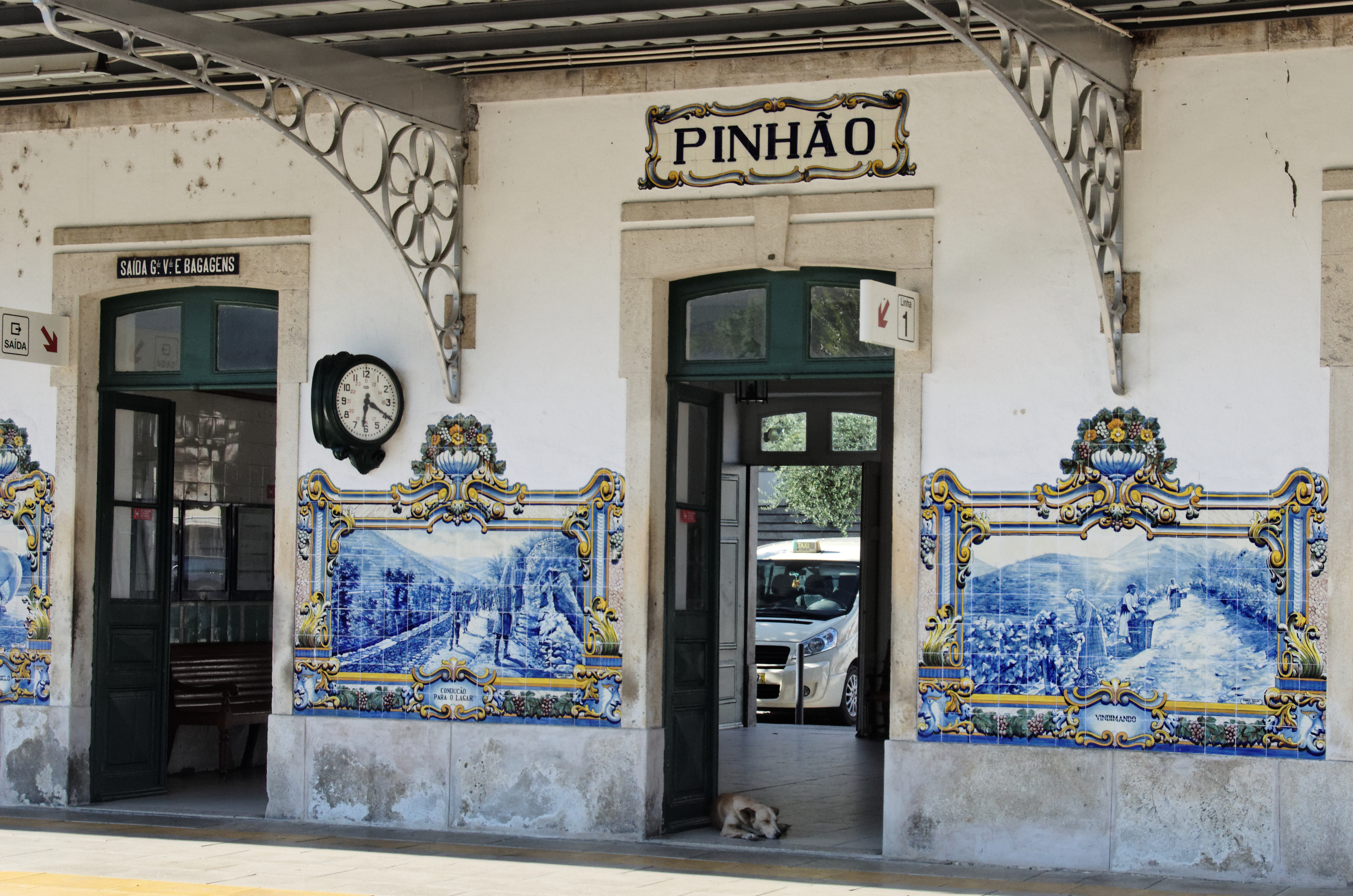
Gare de Pinhão